# Encelade (lune)
Vous lisez un « article de qualité » labellisé en 2006.
Pour les articles homonymes, voir Encelade.
 (octobre 2020).
Si vous disposez d'ouvrages ou d'articles de référence ou si vous connaissez des sites web de qualité traitant du thème abordé ici, merci de compléter l'article en donnant les références utiles à sa vérifiabilité et en les liant à la section « Notes et références ».
Encelade (S II Enceladus) est un satellite naturel de Saturne, découvert par William Herschel en 1789. Il s'agit du sixième satellite de Saturne par la taille et du quatorzième par son éloignement.
Depuis la mission Voyager 2, et surtout la mission Cassini-Huygens, arrivée en orbite saturnienne en 2004, Encelade est réputé pour posséder plusieurs caractéristiques étonnantes, dont une géologie très complexe jusque-là insoupçonnée, et une activité qui reste toujours actuellement difficile à expliquer, pour un corps de si petite taille (500 km de diamètre en moyenne). La sonde Cassini a d'ailleurs observé à sa surface des jets de matière qui pourraient être semblables à des geysers composés « d'une sorte d'eau carbonique mélangée à une essence de gaz naturel », et qui semblent indiquer la présence d'eau liquide sous la surface. De récentes observations ont permis de confirmer cette hypothèse, en démontrant la présence d'un océan d'eau liquide sous sa surface. Les trois ingrédients de la vie (chaleur, eau, molécules organiques) seraient donc potentiellement présents sur Encelade.
Selon les images de la sonde Cassini, Encelade est recouvert d'une couche aux reflets bleutés, caractéristique de la neige d'eau fraîche. La neige serait épaisse d'une centaine de mètres, ce qui indique qu'il neige sur Encelade depuis au moins 100 millions d'années. Les geysers, et la source de chaleur souterraine qui les alimente, seraient donc actifs depuis très longtemps.
Encelade tourne autour de Saturne au sein de l'anneau le plus externe et le plus ténu de tous, appelé anneau E ; cet anneau serait alimenté en permanence en particules par les « éruptions volcaniques » actuelles (ou récentes) d'Encelade. Ce satellite est l'un des quatre seuls objets du Système solaire (avec le satellite de Jupiter Io, celui de Neptune Triton, et la Terre) sur lesquels des éruptions ou des éjections de matière ont pu être directement observées.

## Dénomination
Ce satellite de Saturne tient son nom d'Encelade, un Géant de la mythologie grecque, vaincu par Athéna lors de la Gigantomachie (la guerre des dieux contre les Géants), et enseveli sous l'île de Sicile. Il est également désigné par les appellations de « Saturne II » ou « S II Enceladus ».
Le nom « Encelade », ainsi que ceux des sept satellites de Saturne connus à l'époque, ont été suggérés par John Herschel, le fils du découvreur William Herschel, dans une publication de 1847,.
Par la suite, les formations géologiques d'Encelade ont été nommées d'après des personnages et des lieux du recueil des contes persans Les Mille et Une Nuits.

## Observation
Pour un observateur terrestre, la magnitude apparente d'Encelade à l'opposition est de 11,7, il n'est donc jamais visible à l'œil nu. Suivant les conditions d'observation et la « qualité du ciel », un télescope de 300 mm de diamètre est en général nécessaire pour réussir à l'apercevoir.
Puisqu'il fait le tour de Saturne en 1,37 jour (soit un peu moins de 33 heures), il est possible, au cours d'une même nuit d'observation, de se rendre compte du mouvement d'Encelade autour de sa planète, pour peu que la durée de visibilité soit suffisamment longue.

## Chronologie de l'exploration d'Encelade
Avant le début des années 1980, Encelade n'avait jamais été vu autrement que comme un minuscule point blanc orbitant autour de Saturne. Les seules données connues étaient les caractéristiques de son orbite, et une estimation de sa masse, sa densité et son albédo.

### ProgrammeVoyager
Les premières images d'Encelade prises par des engins spatiaux furent celles des deux sondes du programme Voyager. Voyager 1 ne put obtenir que des clichés lointains et de faible résolution en décembre 1980. Toutefois, le fait que ces images montraient une surface lisse, apparemment dépourvue de relief, alors qu'à des résolutions équivalentes des cratères étaient visibles à la surface de tous les autres satellites observés par Voyager 1, constituait déjà un indice de la relative jeunesse de sa surface.
En août 1981, Voyager 2 réussit à saisir des images de bien meilleure résolution, suffisamment détaillées pour révéler que, contrairement par exemple à Mimas, qui possède une surface vieille, sombre et abondamment cratérisée, la surface d'Encelade est plutôt lisse, jeune et brillante. Le satellite montrait par ailleurs des signes évidents d'activité récente, à l'échelle des temps géologiques. Cette découverte fut à l'époque une grande surprise pour la communauté scientifique, aucun modèle ne pouvant alors expliquer qu'un corps aussi petit et aussi froid puisse encore présenter une activité géologique.

### MissionCassini-Huygens
| Survols d'Encelade par la sonde Cassini | Survols d'Encelade par la sonde Cassini |
| Date                                    | Distance (km)                           |
| --------------------------------------- | --------------------------------------- |
| 16 janvier 2005                         | 189 000                                 |
| 17 février 2005                         | 1 264                                   |
| 9 mars 2005                             | 501                                     |
| 29 mars 2005                            | 64 000                                  |
| 21 mai 2005                             | 93 000                                  |
| 14 juillet 2005                         | 172                                     |
| 12 octobre 2005                         | 49 067                                  |
| 24 décembre 2005                        | 94 000                                  |
| 17 janvier 2006                         | 146 000                                 |
| 9 septembre 2006                        | 39 929                                  |
| 9 novembre 2006                         | 94 824                                  |
| 28 juin 2007                            | 89 147                                  |
| 30 septembre 2007                       | 98 289                                  |
| 12 mars 2008                            | 48                                      |
| 30 juin 2008                            | 101 317                                 |
| 11 août 2008                            | 54                                      |
| 9 octobre 2008                          | 25                                      |
| 31 octobre 2008                         | 200                                     |
| 8 novembre 2008                         | 52 804                                  |
| 2 novembre 2009                         | 103                                     |
| 21 novembre 2009                        | 1 607                                   |
| 28 avril 2010                           | 103                                     |
| 18 mai 2010                             | 201                                     |

Les scientifiques de la mission Cassini-Huygens se sont fixé les objectifs principaux suivants à propos d'Encelade :
- cataloguer et analyser les caractéristiques et l'histoire géologique d'Encelade ;
- définir les différents processus physiques qui ont conduit au façonnage de sa surface ;
- étudier la composition et la distribution des matériaux constituant la surface — en particulier les zones sombres, peut-être riches en matières organiques, ainsi que la glace ;
- déterminer la composition globale et la structure interne du satellite ;
- étudier les interactions d'Encelade avec la magnétosphère de Saturne et son système d'anneaux.

L'étude détaillée d'Encelade dut ensuite attendre l'arrivée en orbite saturnienne de la sonde Cassini, le 30 juin 2004. Compte tenu des observations réalisées à partir des images prises par Voyager 2, Encelade était considéré comme un objectif de première importance par les scientifiques et planificateurs de la mission Cassini, et plusieurs survols rapprochés, à des distances inférieures à 1 500 km, furent programmés. Les moteurs de la sonde furent même mis à contribution pour réduire la distance de passage lors du survol du 14 juillet 2005, afin de la ramener à 172 km environ, nettement inférieure à celle initialement prévue (~1 000 km).
C'est lors de ce passage que furent découverts des geysers composés de particules très fines de glace (éjectées dans l'espace à plus 200 km de la surface) dans la région australe d'Encelade ainsi que des fractures tectoniques dont les « rayures de tigre » produisant des jets de vapeur d’eau en continu,. Pour les étudier, les scientifiques planifièrent un survol audacieux de la sonde Cassini, le 12 mars 2008, à seulement 48 km de la surface. Les premiers résultats révélèrent une température plus élevée que prévu, et la présence de composés organiques, voire d'eau liquide. D'autres survols à plus basse altitude ont eu lieu à partir de 2008, dans le cadre de la mission étendue de la sonde (voir Chronologie de la mission Cassini-Huygens)).
Le dernier survol d'Encelade par Cassini eu lieu le 19 décembre 2015. Cassini se trouvant alors à 5 000 km d'Encelade. Le but de ce dernier survol était d'étudier en infrarouge, l'énergie émise de l'intérieur d'Encelade à l'aide de l'instrument CIRS (Composite InfraRed Spectrometer).

### Mission à destination d'Encelade de l'Agence spatiale européenne (vers 2040)
L'Agence spatiale européenne sélectionne début 2024 une mission à destination d'Encelade pour inaugurer son programme scientifique Voyage 2050, qui prend la suite de Cosmic Vision. La mission a pour objectif de traiter le premier thème de ce programme, soit l'étude des lunes des planètes géantes et plus particulièrement des mondes comportant un océan subglaciaire susceptibles d'abriter des formes de vie. Cinq lunes disposant sans doute d'un tel océan étaient envisageables (les satellites d'Uranus et de Neptune n'en font pas partie car ces lunes très distantes de la Terre sont trop complexes à étudier). Il s'agit d'une part des lunes de Jupiter Ganymède et Callisto, qui sont toutefois déjà les cibles de la mission JUICE développée par l'agence spatiale, et d'autre part d'Europe et des lunes de Saturne Titan et Encelade. Europe doit être étudiée par la mission de la NASA Europa Clipper et il est moins probable que l'océan subglaciaire de Titan abrite une forme de vie car il n'est pas au contact direct avec le noyau rocheux chaud contrairement à Encelade. Un autre avantage de cette dernière est que les geysers qui la caractérisent permettent d'étudier la composition de l'océan interne sans avoir besoin d'atterrir. Sur le plan technique, la mission comprendra un atterrisseur devant se poser près du pôle sud de ce petit corps et un orbiteur qui doit analyser les matériaux éjectés par les geysers. Compte tenu de la masse de la sonde spatiale au départ de la Terre, son lancement nécessitera l'utilisation de deux Ariane 64 et une manœuvre de rendez-vous en orbite basse terrestre entre les deux composants pour permettre leur assemblage. Le lancement doit intervenir entre 2040 et 2045 pour un atterrissage à la surface d'Encelade vers 2054,.

## Caractéristiques physiques

### Orbite

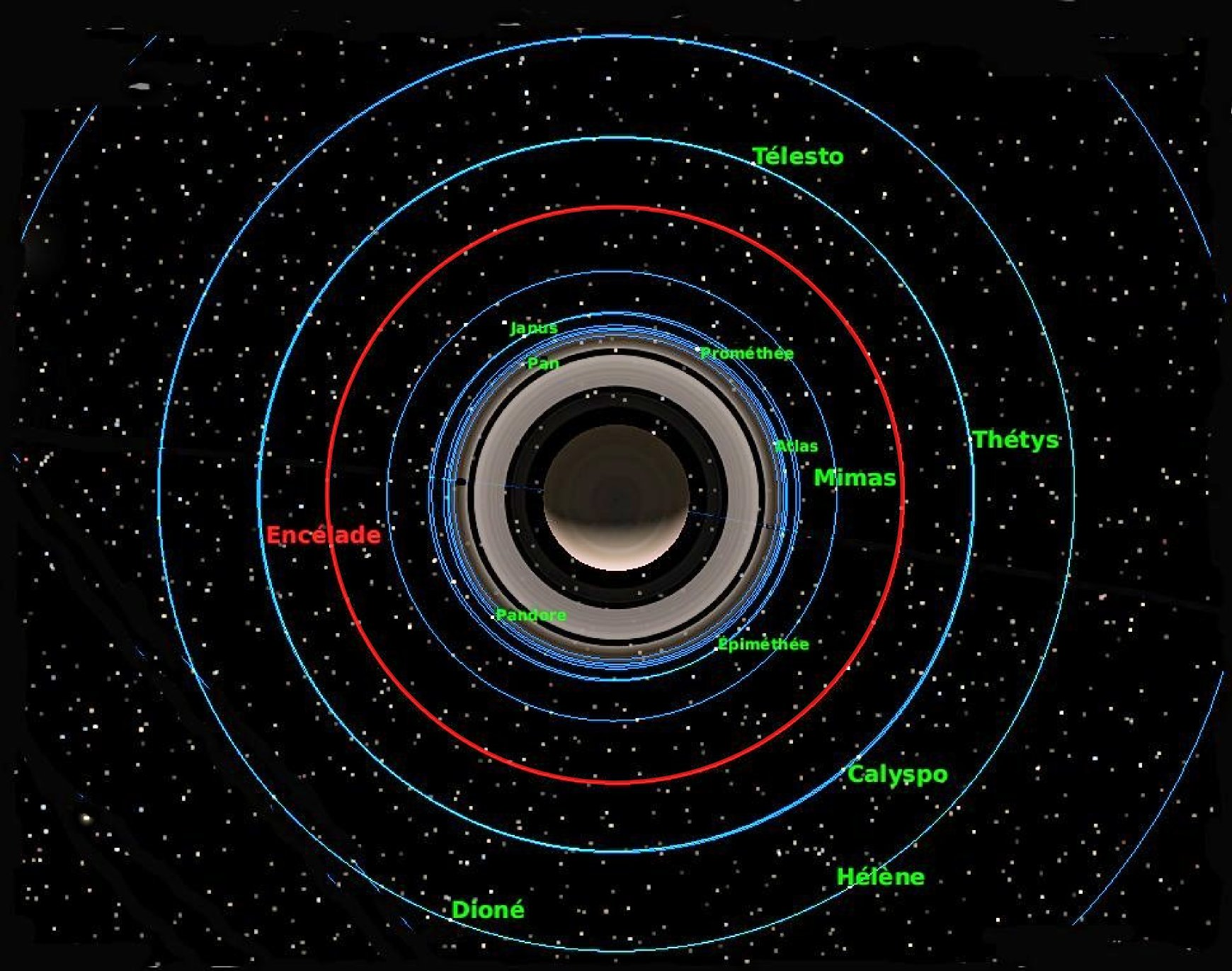
Représentation schématique de l'orbite d'Encelade (en rouge) autour de Saturne, vue par-dessus.

Encelade fait partie des satellites majeurs internes du système saturnien, et se situe en quatorzième position par ordre d'éloignement à partir de Saturne ; il orbite à l'intérieur de l'anneau E, le plus externe de tous, à l'endroit où la densité de matière est maximale au sein de cette couronne très large mais très ténue.
Encelade se trouve de plus en résonance 2:1 avec une autre lune de Saturne, Dioné ; il parcourt donc exactement deux orbites pendant que Dioné de son côté fait une révolution autour de la planète.
Encelade est en moyenne à 238 000 km du centre de Saturne, mais seulement à 180 000 km de ses nuages les plus élevés, soit trois fois le rayon de la planète, et en fait le tour en 32 h 53 min environ. Comme beaucoup de satellites naturels, Encelade est en rotation synchrone autour de Saturne ; sa période orbitale étant égale à sa période de rotation, il présente toujours la même face vers la planète, comme le fait la Lune avec la Terre.
L'orbite d'Encelade est quasiment circulaire, qui présente une excentricité de seulement 0,0045 et une inclinaison de 0,019° par rapport au plan de l'équateur de Saturne.

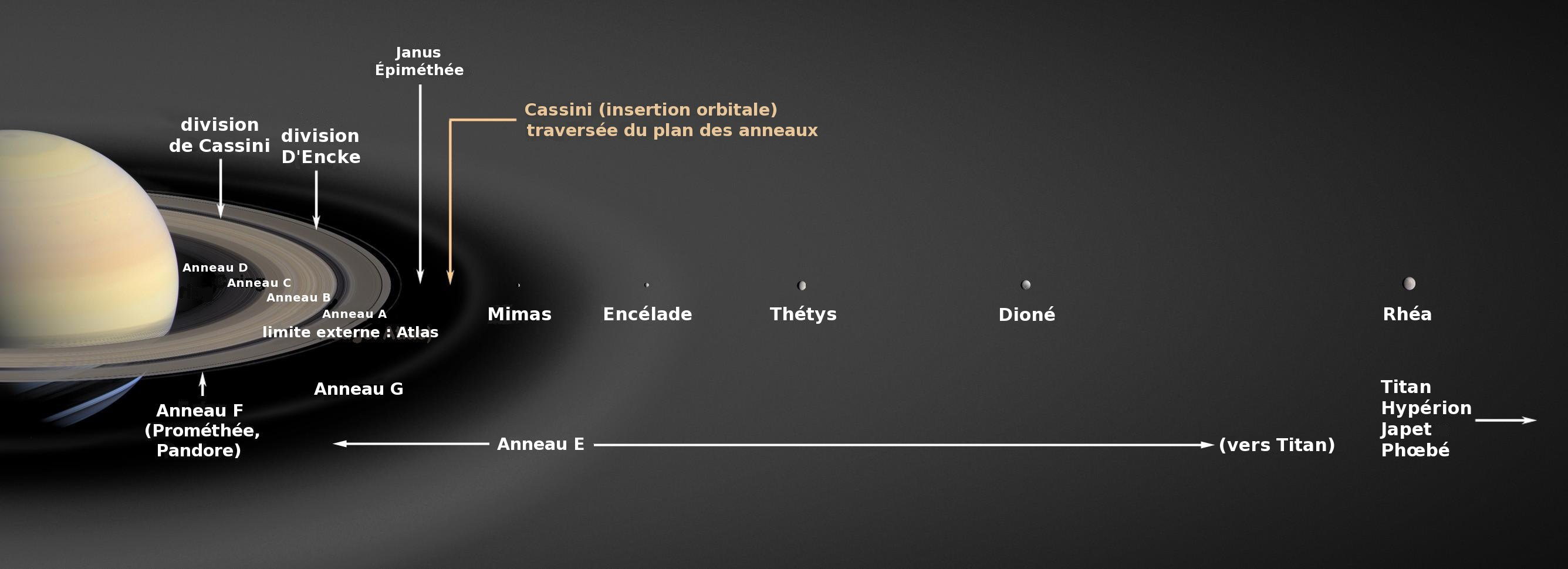
Encelade orbite à l'intérieur de l'anneau E, à l'endroit où celui-ci est le plus dense.

### Forme et dimensions

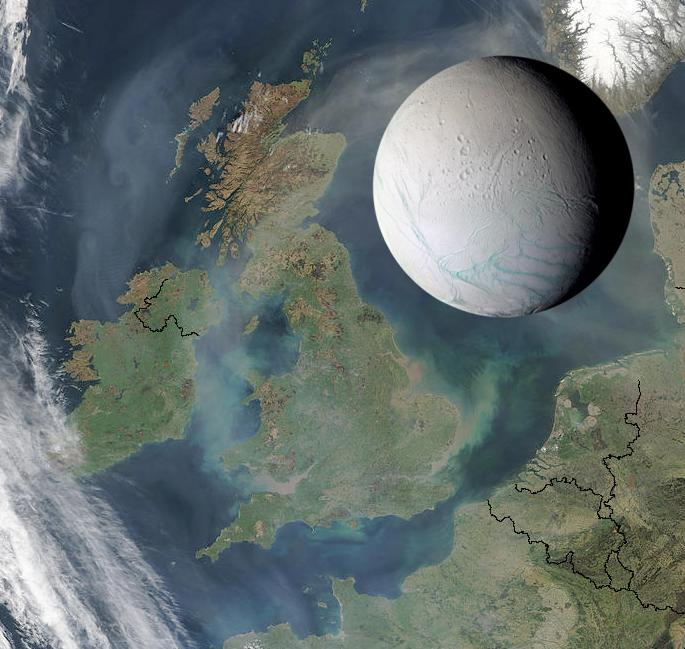
Comparaison à l'échelle de la taille d'Encelade et de celle de la Grande-Bretagne.

Encelade est un satellite plutôt petit, par son diamètre moyen de 500 km, soit presque sept fois inférieur à celui de la Lune. Ces dimensions réduites lui permettraient de tenir à l'intérieur de la Grande-Bretagne, comme le montre l'illustration ci-contre.
Il s'agit du sixième satellite de Saturne par ordre de masse et de diamètre décroissant, après Titan (5 150 km de diamètre), Rhéa (1 530 km), Japet (1 440 km), Dioné (1 120 km) et Téthys (1 050 km). C'est également l'un des plus petits satellites sphériques du système interne, tous les autres satellites plus petits ayant une forme irrégulière (mis à part Mimas avec ses 390 km de diamètre).
Les dimensions précises du satellite, qui ont été calculées à l'aide des images du limbe prises par l'instrument ISS (sous-système d'imagerie scientifique) de la sonde Cassini sont de 513 (a)×503 (b)×497 (c) km. La dimension (a) correspond au diamètre du côté (toujours le même) tourné en direction de Saturne, (b) au diamètre du côté face à l'orbite, et (c) au diamètre entre les pôles. Encelade a donc globalement la forme d'un ellipsoïde aplati aux pôles.

### Surface

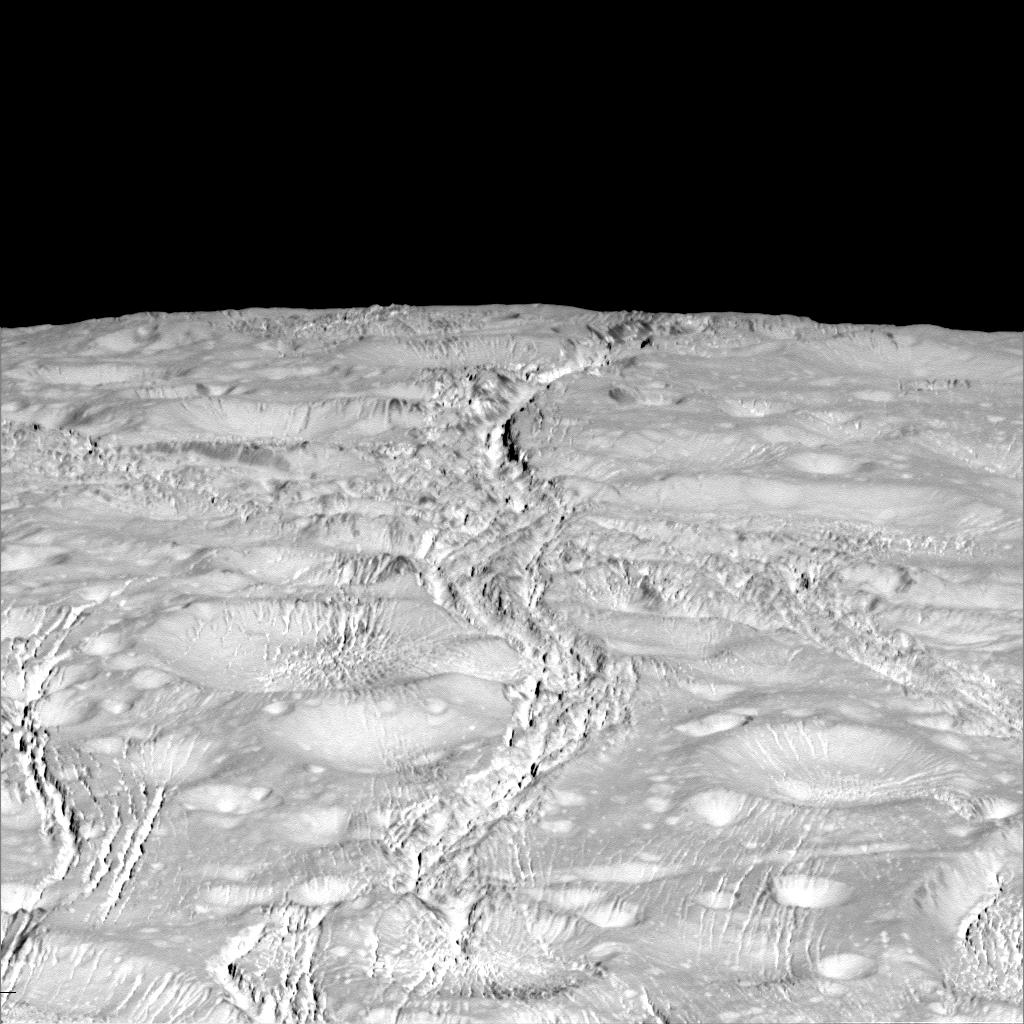
Photographie de la surface d'Encelade, prise par la sonde Cassini le 14 octobre 2015 et montrant des cratères traversés par de fines fractures.

Les images prises par Voyager 2 en août 1981 étaient les premières à fournir des observations topographiques intéressantes de la surface d'Encelade. L'illustration du tableau en début d'article est une mosaïque en fausses couleurs des meilleurs clichés pris par la sonde. L'examen des données de Voyager a montré que la surface d'Encelade est constituée de plusieurs types de terrains, certains secteurs étant fortement cratérisés (donc anciens), tandis que d'autres sont totalement dépourvus de cratères d'impact (donc de formation récente). Ces zones, anciennes ou récentes, montrent toutes des signes de déformations très complexes et très variées, parfois de type cassant (failles, rifts, etc.), parfois de type ductile (rides et sillons).
Compte tenu des modèles théoriques sur la fréquence des impacts météoritiques dans cette partie du Système solaire, l'absence de cratère dans les plaines montre que certaines de ces régions sont âgées de moins de 100 millions d'années, et qu'il existe donc un processus, probablement de « volcanisme aqueux », qui permet le renouvellement de la surface, et qui expliquerait que la glace « propre » reste dominante à la surface d'Encelade.
La glace récente et « propre » qui recouvre la surface confère à Encelade l'albédo le plus élevé de tous les objets du Système solaire (albédo géométrique visuel de 1,375 ± 0,008 et albédo de Bond de 0,81 ± 0,04). En conséquence, puisqu'il reflète la quasi-totalité du rayonnement qu'il reçoit de la part du Soleil, la température moyenne à sa surface est extrêmement basse, de l'ordre de 75 K à midi localement (soit −198 °C).
Les observations réalisées durant les trois premiers survols rapprochés d'Encelade par la sonde Cassini ont permis d'étudier les formations géologiques à sa surface avec bien plus de détails qu'auparavant, la découverte la plus spectaculaire et la plus importante étant probablement l'étrange région du pôle sud, qui semble à la fois très complexe et très active.

#### Désignations des caractéristiques géologiques
Les formations géologiques d'Encelade tiennent leurs noms de personnages et de lieux présents dans le recueil de contes persans les Mille et une nuits. Les types de terrain suivants sont officiellement reconnus par les scientifiques :
- cratères ;
- fossae (singulier fossa) : dépressions ou rifts longs et étroits ;
- planitiae (singulier planitia) : plaines relativement dépourvues de cratères ;
- sulci (singulier sulcus) : longues bandes curvilignes ridées ou plissées.

Ces désignations, et les noms propres assignés à certaines régions, ont été officiellement définis en 1982, peu de temps après le survol par Voyager 2. Les formations découvertes par la sonde Cassini n'ont pas encore officiellement reçu de nom.

#### Cratères d'impact

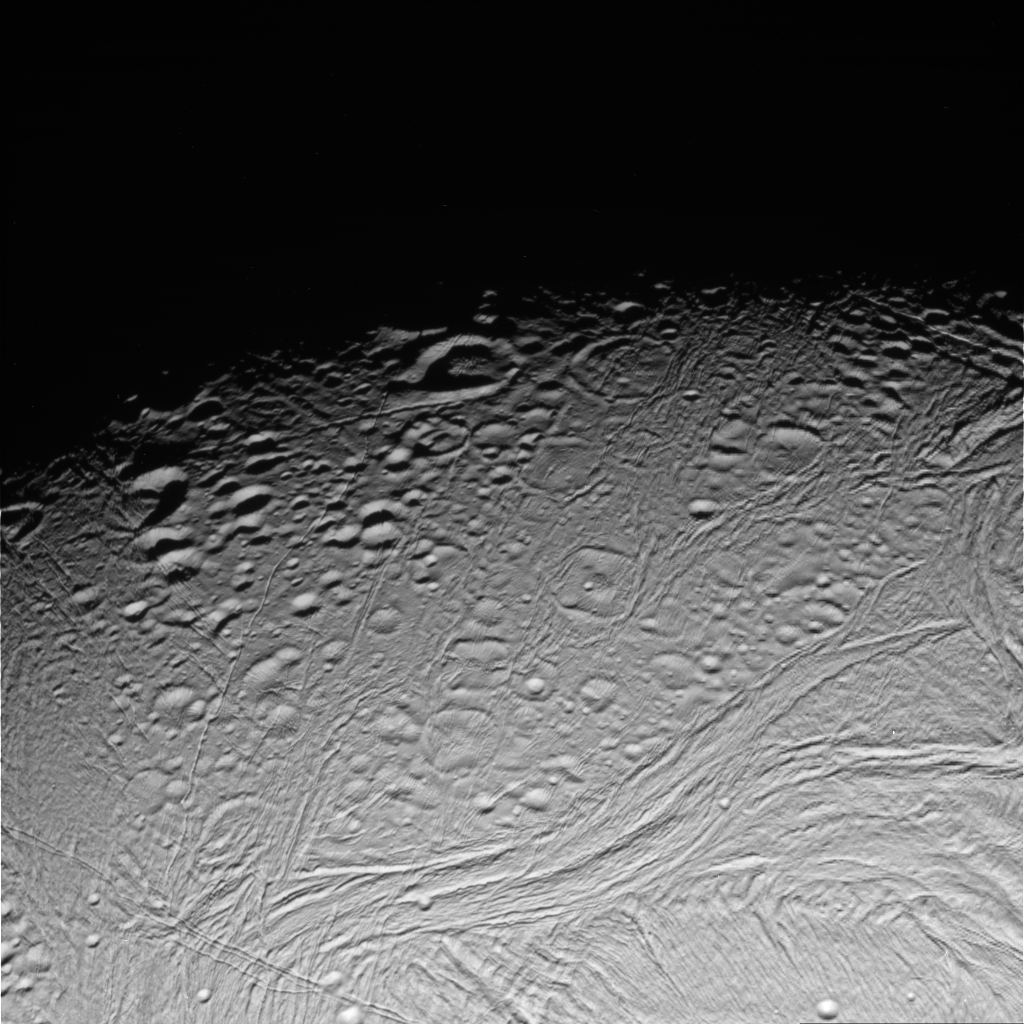
Cratères dégradés par relaxation visqueuse. Dans la partie centrale de l'image, seules quelques traces du rebord circulaire et le centre formé en dôme permettent de deviner la présence d'anciens cratères.

Des cratères d'impact sont présents à la surface de la plupart des objets du Système solaire. Encelade ne fait pas exception, une bonne partie de sa surface étant couverte de cratères, la densité et le niveau de dégradation variant cependant suivant les régions. À partir des observations de Voyager 2, trois types de terrain différents ont pu être identifiés : ct1 (cratered unit 1), comportant de nombreux cratères déformés par relaxation visqueuse ; ct2 (cratered unit 2), dont les cratères sont légèrement moins nombreux et moins déformés ; enfin cp (cratered plains), aux cratères encore moins nombreux et plus petits que pour les autres régions. Bien que la densité importante des cratères de ct1 en fasse la région la plus ancienne d'Encelade, celle-ci reste tout de même plus récente que les surfaces les plus jeunes de tout autre satellite de taille moyenne de Saturne.
Les cratères d'impact sont des marqueurs importants de l'histoire géologique d'un objet, tout d'abord en indiquant à partir de quelle époque après la période de formation initiale la surface est devenue suffisamment solide pour conserver les traces des impacts ; ensuite, en observant les dégradations subies par les cratères, voire l'absence totale de cratère, comme c'est le cas sur certaines parties d'Encelade, ils gardent les traces chronologiques des déformations subies par la croûte du satellite depuis l'impact.

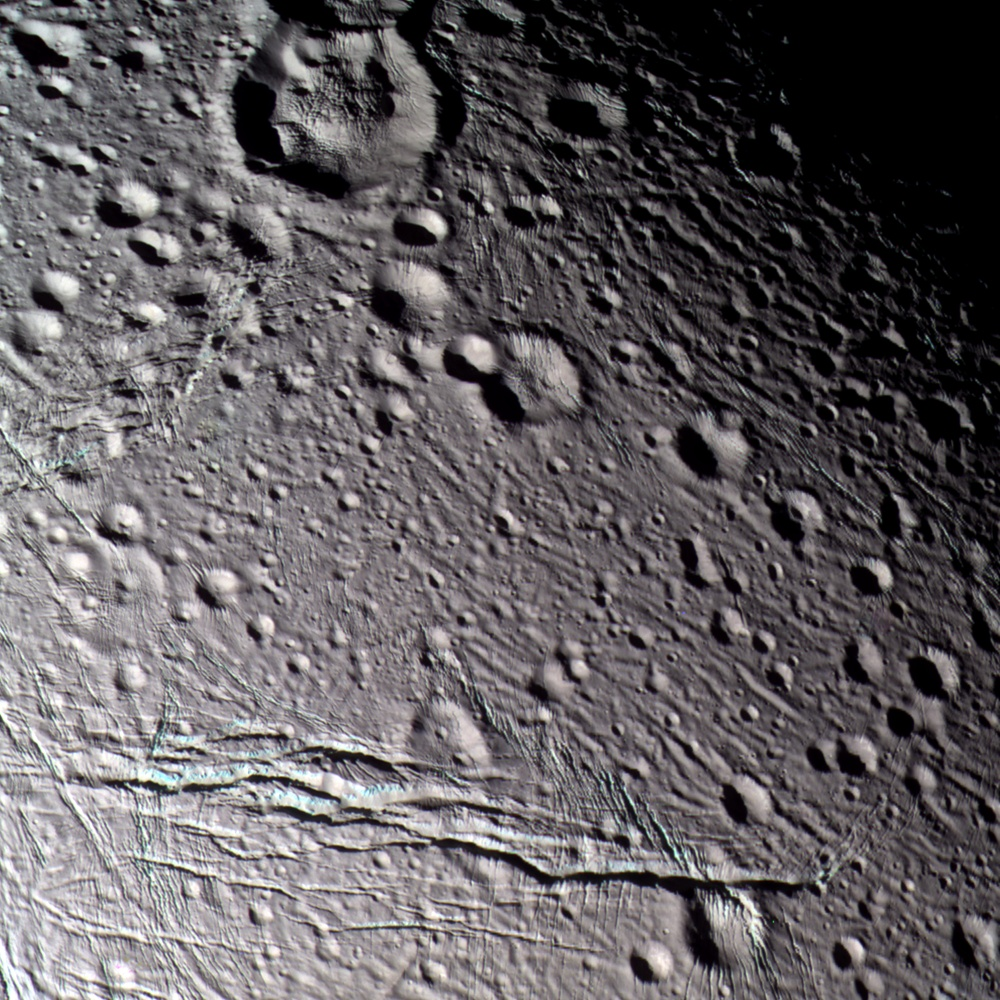
Cratères dégradés par des fractures tectoniques.

Les observations réalisées depuis Voyager par la sonde Cassini ont permis d'obtenir beaucoup plus de détails sur ces régions cratérisées. Les images à haute résolution montrent qu'une grande partie des cratères d'Encelade sont fortement dégradés, soit par relaxation visqueuse, soit par des failles apparaissant dans la croûte, ou par un processus d'« adoucissement des contours ».
La relaxation visqueuse est le phénomène par lequel des cratères formés sur une croûte de glace d'eau se déforment, à des échelles de temps géologiques. La rapidité du phénomène dépend en grande partie de la température de la glace, une glace « chaude » étant moins visqueuse et, en conséquence, plus facile à déformer. Le fond des cratères ayant été déformé par relaxation visqueuse tend généralement à prendre une forme de dôme ; après une très longue période, il peut ne subsister comme preuve de la présence d'un cratère que le rebord circulaire, légèrement plus élevé que le sol environnant.

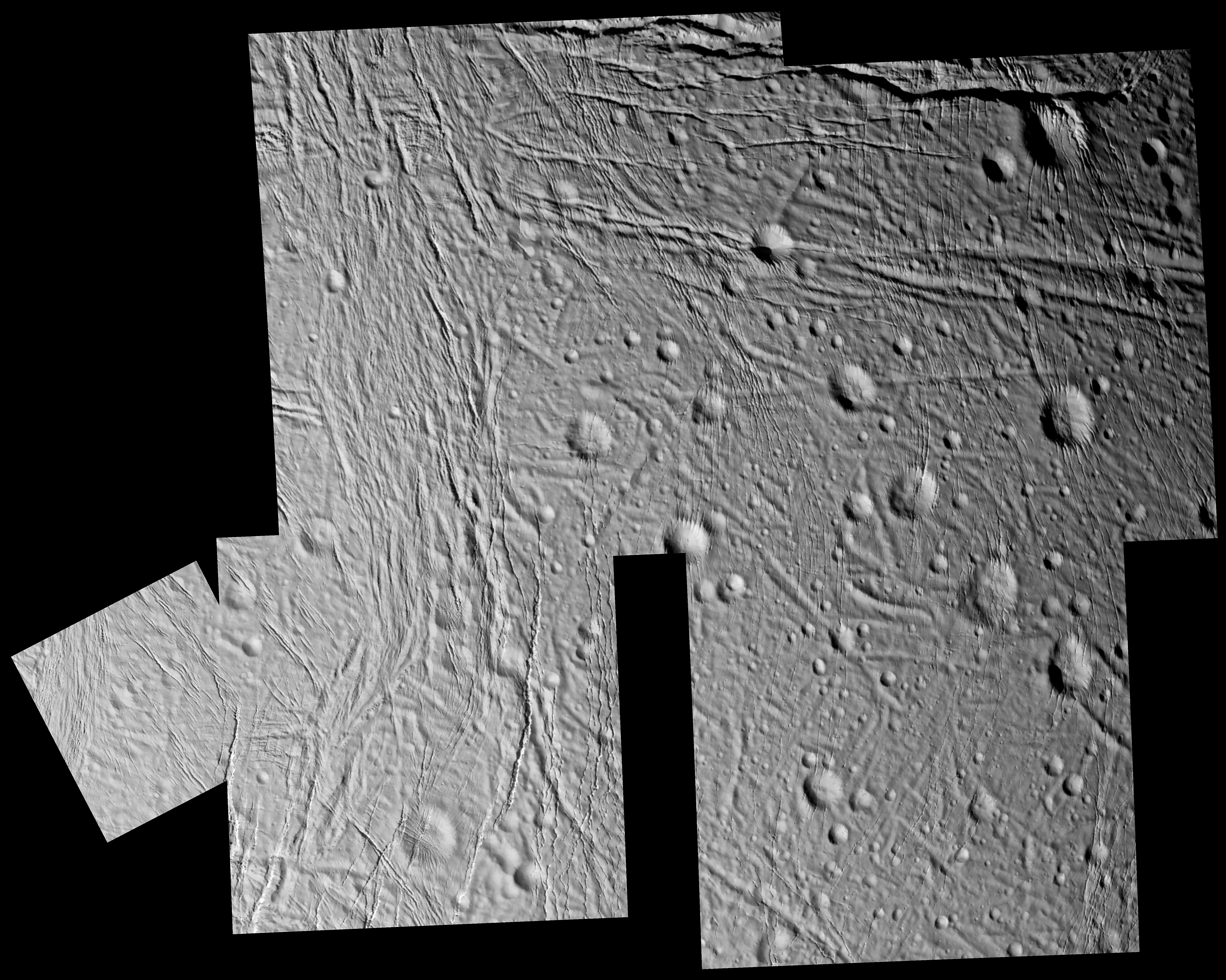
Cratères et fractures dégradés par un phénomène d'« adoucissement » des reliefs.

Se superposant au phénomène de relaxation visqueuse, la forme d'un grand nombre de cratères d'Encelade a été modifiée par des fractures tectoniques. La quasi-totalité des cratères photographiés par Cassini dans la région ct2 montre des signes de déformations causées par des mouvements tectoniques, et notamment de nombreuses failles.
Un autre phénomène tend à dégrader les cratères de la région cp et des plaines, leur donnant un aspect arrondi, les reliefs abrupts fréquents dans le cas de déformations tectoniques semblant avoir été gommés (certaines fractures affichent également ce type d'adoucissement du relief). La cause de ce phénomène n'est pas encore bien comprise, l'hypothèse la plus probable étant liée au dépôt de régolithe provenant de l'anneau E.

#### Tectonique
Voyager 2 a permis de découvrir plusieurs types de formations tectoniques sur Encelade, parmi lesquelles des groupes de failles linéaires et de grandes bandes ridées curvilignes. Les résultats ultérieurs obtenus par Cassini suggèrent que les mouvements tectoniques sont la principale cause de déformation de la croûte sur Encelade. L'une des manifestations les plus spectaculaires de ces mouvements tectoniques est des rifts (appelés fossae sur Encelade) qui peuvent atteindre près de 200 km de long et 5 à 10 km de largeur, sur un kilomètre de profondeur. Ces formations semblent relativement récentes puisqu'elles coupent à travers d'autres formations de type tectonique, et que leurs reliefs apparaissent abrupts et anguleux le long des falaises.

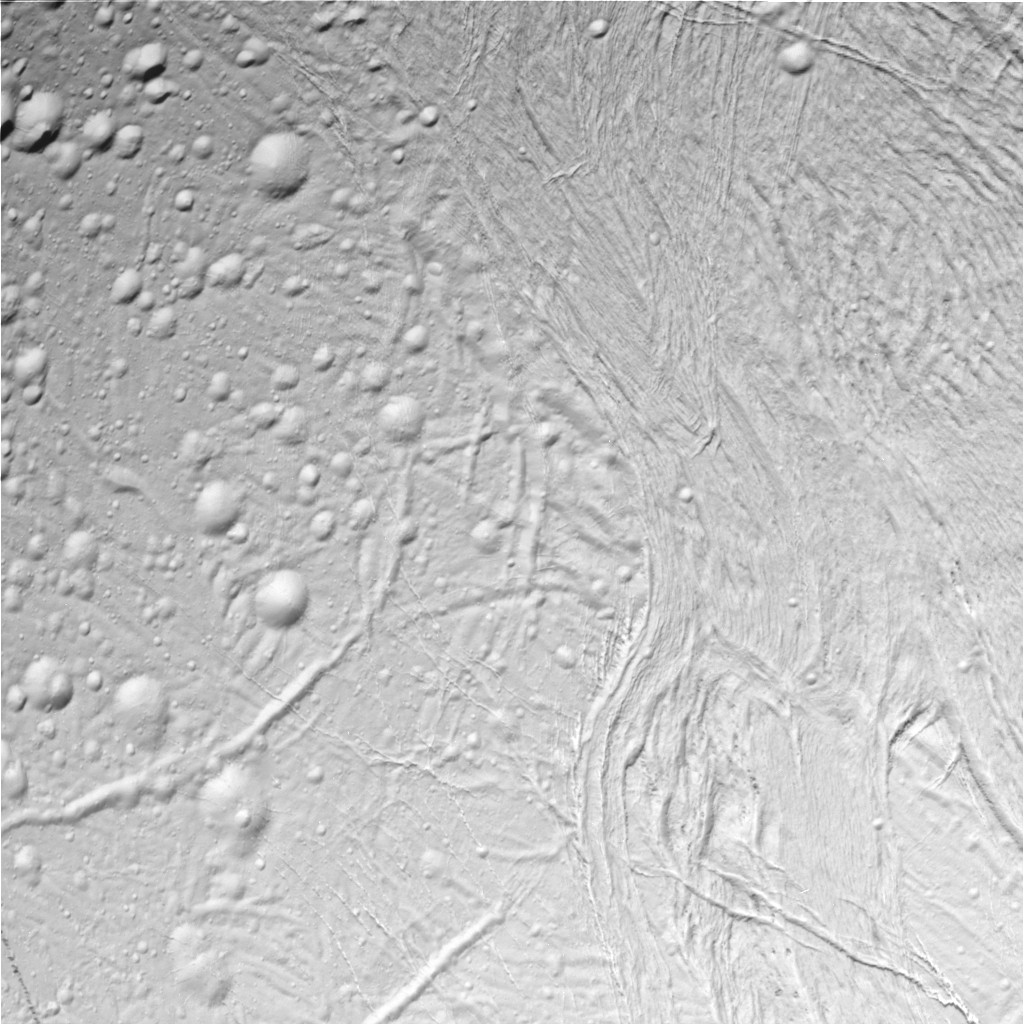
Samarkand Sulci, traversant l'image de haut en bas par le milieu.

Constituant un autre type de déformations tectoniques, les sulci sont de grandes bandes de « rides » et de « sillons » plus ou moins parallèles, qui se trouvent souvent à la séparation entre les régions de plaines plutôt planes et les régions de cratères. Des formations du même type ont été observées sur Ganymède, un des satellites de Jupiter, mais contrairement à ce dernier, les rides des sulci d'Encelade ne sont pas forcément toujours bien parallèles, et de nombreuses zones présentent une forme en chevron rappelant celle de certains glaciers terrestres (bien que les processus de formation soient probablement très différents). Les images prises par la sonde Cassini ont également permis de découvrir des « taches noires », de 125 à 750 mètres de large, alignées parallèlement aux lignes de fracture.

#### Le pôle sud et sa région
L'inventaire des différentes formations de la surface d'Encelade montre que celle-ci a été modelée par une histoire géologique à la fois longue et complexe, dont l'épisode le plus récent semble lié à une région centrée sur le pôle sud. Les images prises par la sonde Cassini pendant le survol effectué le 14 juillet 2005 ont permis d'étudier en détail cette « nouvelle » région, qui n'apparaissait pas clairement sur les images précédentes de Voyager 2.
Cette zone, qui englobe le pôle sud jusqu'à une latitude de 55° Sud environ, est couverte de fractures tectoniques et de failles mais ne possède aucun cratère (ou du moins aucun cratère visible avec la résolution des instruments de la sonde), suggérant ainsi qu'il s'agit de la surface la plus récente d'Encelade. Les modèles concernant le taux théorique d'impacts dans cette région du Système solaire permettent d'en déduire que cette région serait âgée de 10 à 100 millions d'années au maximum.
Au centre de cette région se trouvent quatre grandes failles d'environ 2 km de large sur 130 km de long et 500 mètres de profondeur. Elles sont bordées par des arêtes de 100 mètres de haut et de 2 à 4 km de large. Officieusement dénommées « rayures de tigre » et séparées d'environ 35 km, elles sont presque exactement parallèles, et une analyse attentive des images, notamment des intersections entre les différentes failles de la région, montre que ces fractures sont les plus récentes formations géologiques de la zone.

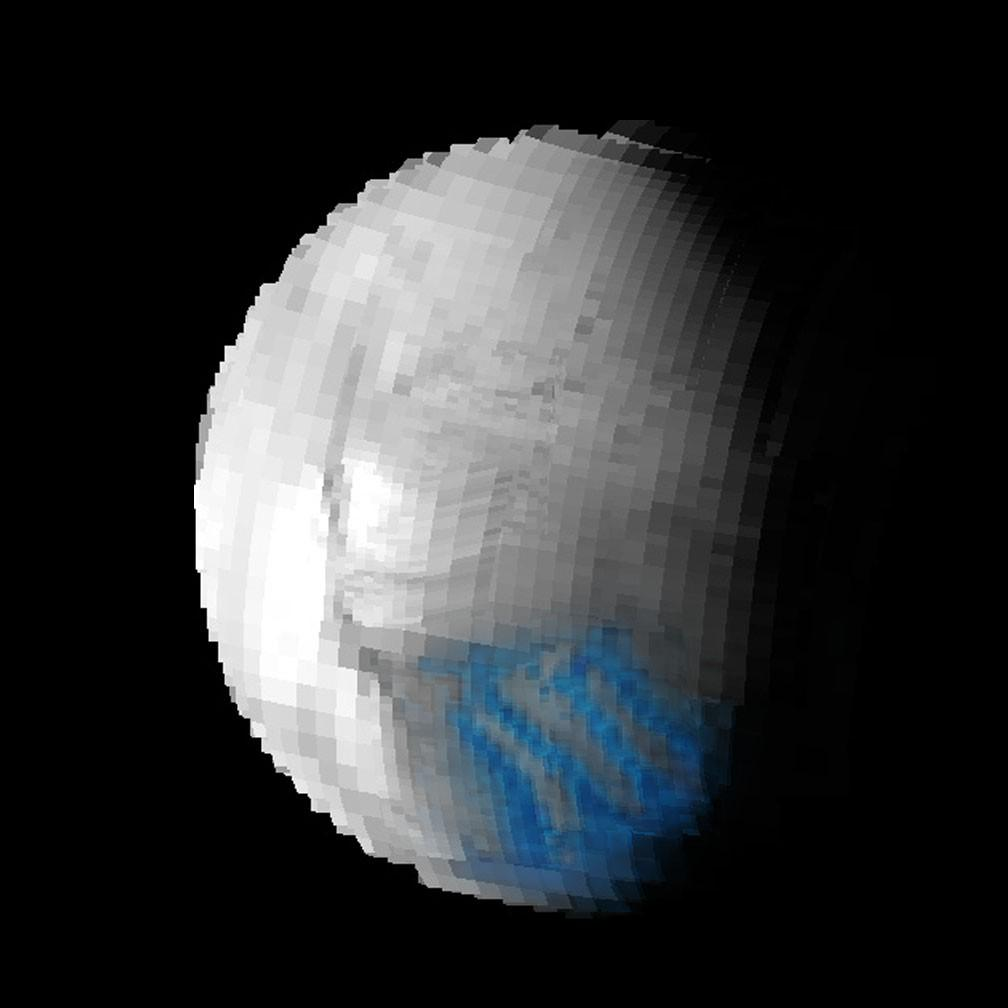
La glace cristalline, qui apparaît en bleu sur cette image, est localisée exactement à l'emplacement des « rayures de tigre ».

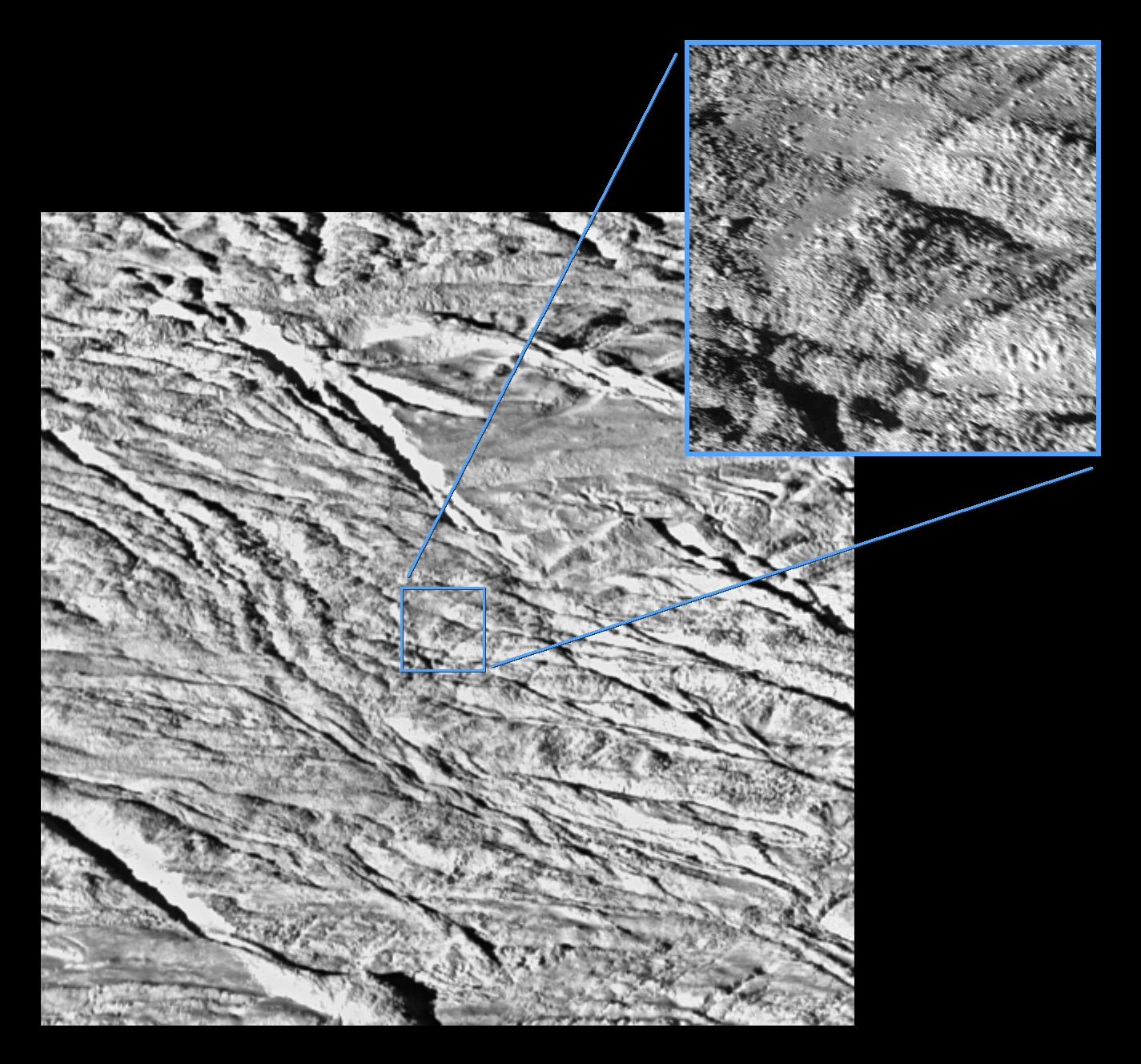
Gros plan d'une zone proche des « rayures de tigre ». L'image de droite a une résolution d'environ 4 mètres par pixel, et montre que la surface, très fracturée, est couverte d'énormes blocs de glace de 10 à 100 mètres de large.

L'instrument VIMS de la sonde Cassini (Visible and Infrared Mapping Spectrometer – spectromètre dans le domaine visible et infrarouge) a montré que la matière présente autour de ces « rayures de tigre » possède un spectre différent de celui du reste de la surface d'Encelade, et a également détecté des cristaux de glace à l'intérieur des rayures. Ceci implique qu'elles sont très récentes (moins de 1 000 ans, peut-être même seulement 10 ans). En effet, lorsque de l'eau liquide ou de la vapeur se condense en glace, il se forme de la glace cristalline. Or, l'action des rayons UV en provenance du Soleil et du rayonnement cosmique transforme en surface cette glace cristalline en glace amorphe en seulement quelques dizaines d'années. La présence de glace cristalline au niveau des « rayures de tigre » montre donc que cette glace s'est formée très récemment, soit par l'arrivée d'eau liquide qui a gelé sur place, soit par de la vapeur d'eau qui a givré.
L'environnement de l'une de ces rayures du pôle sud a été observé à très haute résolution lors du survol du 14 juillet 2005, révélant une région extrêmement déformée par les mouvements tectoniques et couverte de gros blocs de glace dont la taille varie de 10 à 100 mètres. L'origine de ces blocs reste inconnue.
La frontière entre cette région très active centrée sur le pôle sud et le reste de la surface est marquée par des bandes de falaises et de vallées parallèles. La forme, l'orientation et la position de celles-ci indiquent qu'elles ont été causées par une modification de la forme globale d'Encelade, et notamment par une diminution du diamètre dans la direction de l'axe de rotation, qui pourrait être due à une modification de la période de rotation, ou bien à une réorientation du satellite engendrée par la formation d'un diapir large et peu dense dans le manteau glacé.

### Atmosphère

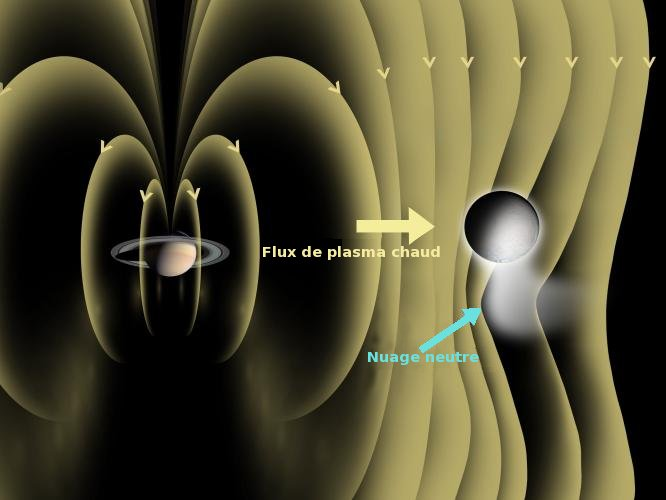
Vue d'artiste de la magnétosphère de Saturne montrant la déflexion des lignes du champ magnétique autour d'Encelade, causée par la présence d'une atmosphère.

À la suite du passage de Voyager 2 au début des années 1980, les scientifiques ont émis l'hypothèse qu'Encelade pourrait posséder des cryovolcans encore actifs, en se basant notamment sur la relative jeunesse de sa surface, et sur la position du satellite au cœur de l'anneau E de Saturne. Encelade semblait être la source des particules constituant celui-ci, probablement par un phénomène d'éjection de vapeur d'eau provenant de l'intérieur du satellite. L'une des conséquences visibles de ce cryovolcanisme actif devait être la présence d'une atmosphère, même très ténue, autour d'Encelade. Ce dernier étant trop petit pour pouvoir retenir une atmosphère autour de lui par gravité, la présence d'une telle atmosphère serait donc la preuve qu'il existe un mécanisme récent, ou même encore actif, qui permette de la renouveler.
Les données collectées par plusieurs des instruments de la sonde Cassini ont permis de confirmer cette hypothèse. En premier lieu, le magnétomètre situé à bord de la sonde a mesuré, au cours des trois survols du 17 février, 9 mars et 14 juillet 2005, une déviation des lignes du champ magnétique de Saturne autour d'Encelade — cette déviation mesurée concorde avec les modèles théoriques qui prédisent qu'elle est provoquée par les courants électriques engendrés par les interactions entre les particules ionisées de l'atmosphère et le champ magnétique de la planète. Des analyses plus poussées de ces mesures ont également permis d'identifier la composition chimique des particules ; dans ce cas, ce sont des molécules de vapeur d'eau ionisée qui furent observées. Lors de ce survol très rapproché, l'équipe chargée du magnétomètre montra que les gaz de l'atmosphère d'Encelade sont concentrés au-dessus de la région du pôle sud, la densité de l'atmosphère étant beaucoup plus faible, voire inexistante, lorsque l'on s'éloigne de cette zone.

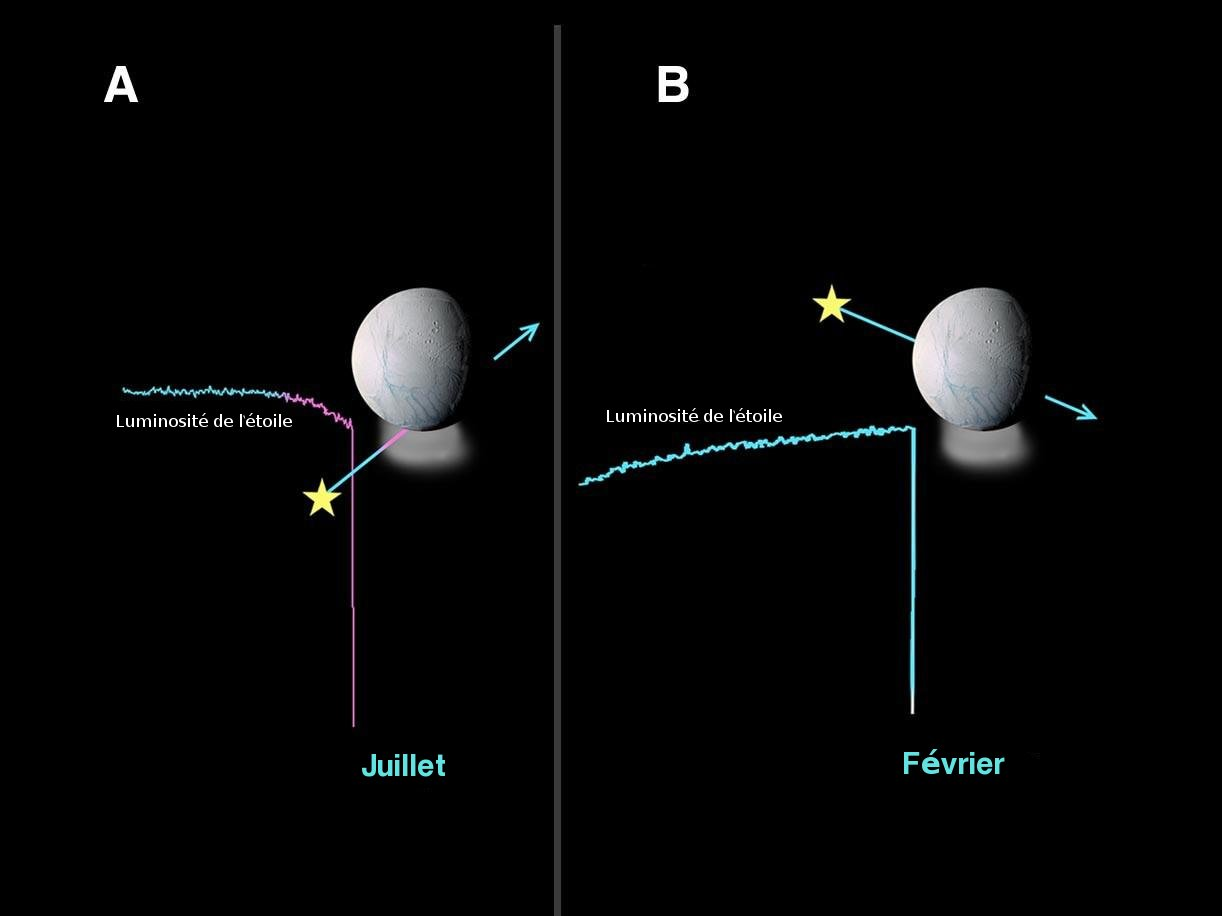
Représentation schématique des deux occultations d'étoiles : A/ Bellatrix le 14 juillet 2005 ; B/ Shaula le 17 février. La flèche montre le mouvement apparent de l'étoile derrière Encelade, et les deux courbes représentent la mesure de la luminosité des deux étoiles occultées.

Ce résultat est complété par deux observations réalisées à l'aide de l'instrument UVIS (Ultraviolet Imaging Spectrograph, caméra et spectromètre dans le domaine ultraviolet) au cours de deux expériences d'occultations d'étoiles par Encelade, la première le 17 février et la deuxième le 14 juillet 2005. Lorsque la luminosité d'une étoile est mesurée – et si la trajectoire de la sonde amène cet astre à passer derrière le satellite –, la variation de luminosité peut indiquer la présence ou l'absence d'atmosphère. Si la luminosité de l'étoile cesse brusquement lorsque celle-ci passe derrière, alors il n'y a pas d'atmosphère visible ; en revanche, avant la disparition de l'étoile derrière le disque du satellite, s'il y a une atténuation progressive, même légère, de la luminosité de l'étoile, c'est qu'il y a une atmosphère. La situation est symétrique lorsque l'étoile ressort de derrière Encelade.
Lors du survol de février, c'est Shaula (λ Scorpii) qui fut occultée (voir schéma ci-contre) : le suivi de la luminosité de l'étoile montre une chute brutale au moment de l'occultation, le même phénomène se répétant à la réapparition de l'autre côté d'Encelade. En revanche, lors de l'occultation, le 14 juillet, de Bellatrix (γ Orionis), l'instrument a pu mesurer une diminution progressive de la luminosité de l'astre, au fur et à mesure qu'il se rapprochait du limbe d'Encelade près du pôle sud. La réapparition de l'étoile de l'autre côté du disque a été cette fois encore très rapide ; ces deux observations montrent qu'Encelade possède une atmosphère, mais qu'elle est très localisée, autour du pôle sud. Des analyses complémentaires du spectre de Bellatrix ont permis, en mesurant l'absorption de certaines raies spectrales bien particulières alors que l'astre était progressivement assombri, de montrer que la vapeur d'eau est le composant principal de cette atmosphère.
Pendant le survol rapproché de juillet, alors que la sonde traversait le nuage de gaz centré sur le pôle sud, l'instrument INMS (Ion and Neutral Mass Spectrometer – spectromètre de masse) détecta une nette augmentation de la quantité de vapeur d'eau (H2O), mais également du diazote (N2) et du dioxyde de carbone (CO2). Par ailleurs, le CDA (Cosmic Dust Analyzer – analyseur de poussières cosmiques) détecta lui aussi une augmentation du nombre de particules à l'approche d'Encelade, et notamment de micro-cristaux de givre, confirmant ainsi que le satellite est l'une des sources principales alimentant l'anneau E en matière. L'analyse des données du CDA et du INMS suggèrent que le nuage que la sonde a traversé est émis par ou très près des « rayures de tigre ». Pendant un autre survol, d'octobre 2016, du dihydrogène est détecté à hauteur de 0,4 % à 1,4 % en volume. La concentration étant relativement élevée, il est suggéré que cet hydrogène soit issu d'un processus hydrothermal prenant place dans un océan souterrain,.

### Cryovolcanisme

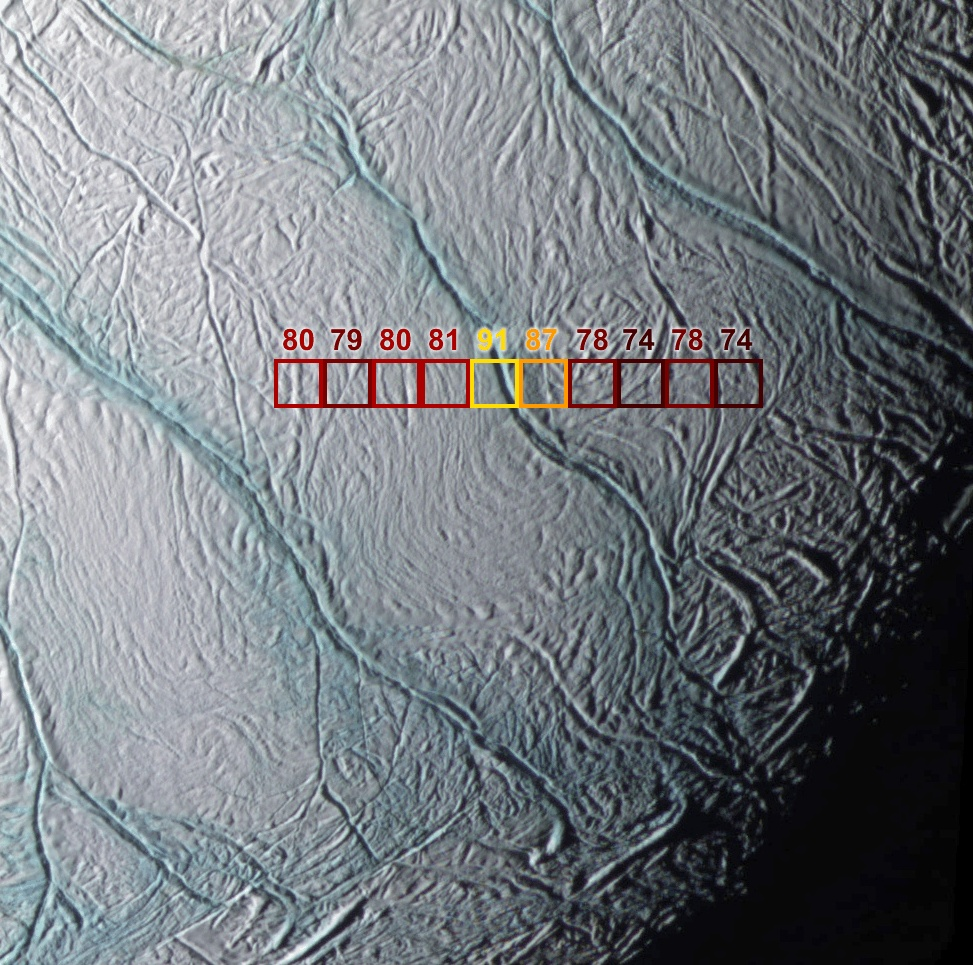
Le chiffre au-dessus de chaque carré indique la température moyenne (en kelvins) de chacun. La température au niveau d'une « rayure de tigre » est de 10 à 15 K supérieure à celle des terrains environnants. Chaque carré couvre une surface de environ.

L'atmosphère d'Encelade ne peut pas perdurer durablement pour un corps aussi petit, du fait de sa faible gravité de surface (0,113 m/s2, soit 0,012 fois la gravité terrestre). Si elle est encore présente, c'est qu'elle est récente et n'a pas encore eu le temps de s'échapper dans l'espace, et qu'il existe un mécanisme permettant de la régénérer continuellement.
Les données acquises par les instruments INMS et CDA de Cassini ont montré que cette atmosphère est située non seulement exclusivement autour du pôle sud, mais que la densité de matière est maximale aux alentours des « rayures de tigre » (voir la section Atmosphère). D'autres mesures effectuées à l'aide du spectromètre infrarouge de la sonde (CIRS) au cours du survol de juillet 2005 ont mis en évidence la présence de « points chauds », situés eux aussi très près des « rayures de tigre ». La température moyenne de cette région est de 85~90 kelvins, soit une quinzaine de degrés de plus que ce que prévoit la théorie en ne tenant compte que du rayonnement reçu du Soleil. De plus, en augmentant encore la résolution de la mesure, certaines régions à l'intérieur des « rayures de tigre » ont été mesurées à des températures de 140 K, bien que des températures encore plus élevées puissent exister, mais la résolution des instruments de Cassini ne permet pas de les différencier.
Les « rayures de tigre » sont donc devenues les lieux les plus probables de la source d'émission de matière dans l'atmosphère d'Encelade. La confirmation visuelle de cette émission de gaz et de poussières est faite en novembre 2005, lorsque Cassini observa des jets de particules de glace s'élevant à partir de la région du pôle sud. Les images prises ont montré de nombreux jets très fins s'étendant dans toutes les directions, ainsi qu'un immense nuage de gaz, plus faible et plus diffus, qui s'étend à presque 500 km au-dessus de la surface d'Encelade. La plupart des particules de glace émises dans ces jets semblent finir par retomber à la surface, une fraction infime, environ un pour cent, s'échappant finalement pour aller alimenter l'anneau E.
Ces observations montrent que, bien que le terme d'atmosphère soit toujours utilisé, celle-ci n'est en fait qu'un immense nuage de gaz et de poussières, la partie la plus diffuse des jets situés au pôle sud.
Le mécanisme à l'origine de ce dégazage reste encore en bonne partie inconnu, et l'explication du phénomène dépend en grande partie du modèle utilisé pour la structure interne d'Encelade (voir cette section pour des détails). Parmi les deux hypothèses les plus développées, l'une suggère que ces jets pourraient provenir de poches de vapeur d'eau sous pression situées sous la surface, à la manière des geysers terrestres ; l'autre hypothèse fait intervenir un mécanisme de sublimation de la glace de surface, réchauffée par la présence en profondeur d'une mélasse plus ou moins liquide et « chaude » composée d'eau et d'ammoniac (NH3).
|  |  |  |

## Structure et composition interne

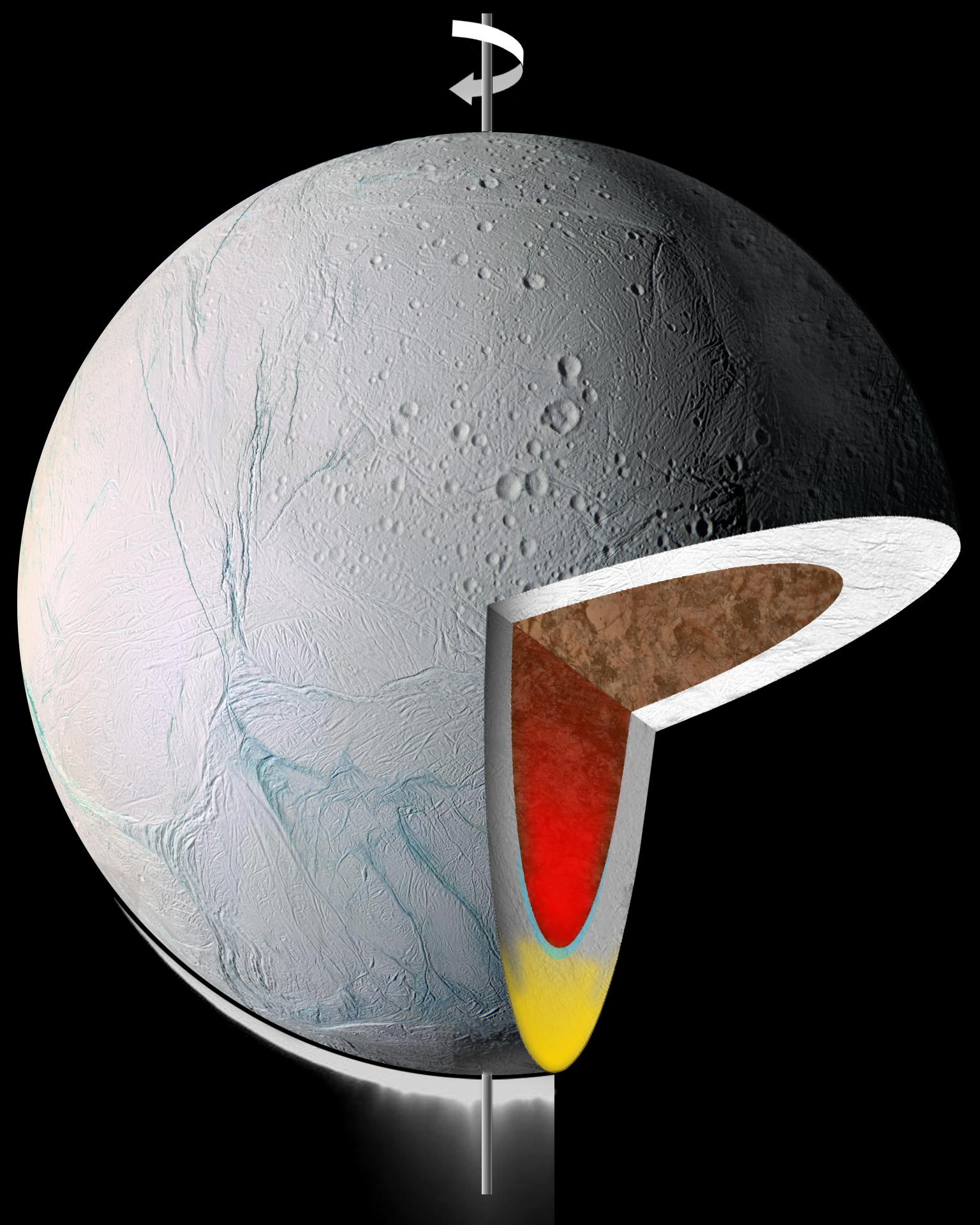
Vue en coupe de l'intérieur d'Encelade, laissant apparaître une zone d'eau liquide d'où pourrait provenir la matière s'échappant des geysers froids.

L'activité géologique d'Encelade est assez particulière pour un corps aussi petit, et l'origine de la source d'énergie déclenchant cette activité, ainsi que les modalités de celle-ci (qui implique la présence de liquide pour expliquer le magmatisme) restent encore aujourd'hui mal comprises.
Les estimations de la masse d'Encelade réalisées à partir des données de Voyager suggéraient qu'il était composé presque exclusivement de glace d'eau. Depuis, l'équipe chargée de la navigation de la sonde Cassini a recalculé cette masse en se basant sur les effets induits sur la trajectoire de la sonde par le champ gravitationnel du satellite, conduisant à une valeur nettement plus élevée de 1,608 × 103 kg/m3 pour la masse volumique. Cette densité est supérieure à celle des autres satellites de Saturne comparables à Encelade, et indique que la proportion de silicates et de fer (donc d'éléments radioactifs) à l'intérieur de celui-ci est plus importante que pour les autres. Ainsi, l'intérieur d'Encelade pourrait avoir connu un épisode de réchauffement plus important que celui de ses compagnons sous l'effet des éléments radioactifs.

### Origine de l'activité géologique

Modèle dit du « geyser froid ». De l'eau s'échappe de poches situées en profondeur à une température proche du point de fusion (273 K), pour se sublimer à la surface du satellite. La radioactivité du noyau, ainsi que l'action des forces de marée, contribuent à maintenir ces poches à température.

En ce qui concerne les processus qui gouvernent l'activité d'Encelade, l'hypothèse actuellement la plus aboutie (mars 2006) est celle dite du « geyser froid ». Selon ce modèle, les jets de vapeur et de particules de glace émanant des « rayures de tigre » proviendraient de réservoirs souterrains d'eau liquide sous pression, et s'échapperaient par des bouches de sorties ayant percé la croûte à cet endroit. Ces poches d'eau seraient situées à quelques dizaines de mètres sous la surface seulement. Cependant, la source de chaleur permettant à cette eau d'atteindre le point de fusion (273 K ou 0 °C) n'est que partiellement connue. Les silicates différenciés en un noyau rocheux au centre d'Encelade contribuent pour une part au réchauffement par l'intermédiaire de la radioactivité, tout comme les frictions engendrées par les forces de marée que provoquent la présence de Saturne et des autres satellites, notamment Dioné, mais le bilan énergétique de l'ensemble est cependant insuffisant pour expliquer que la glace située sous la surface ait pu atteindre une telle température. Il est possible que des perturbations aient provoqué, dans un passé plus ou moins récent, des modifications de l'orbite d'Encelade, qui auraient accru de manière significative l'effet des forces de marée, notamment en « forçant » l'ellipticité de l'orbite, pour finalement accroître de manière importante la température interne du satellite. Bien qu'il ne s'agisse toujours là que d'une hypothèse, les réminiscences de cet échauffement passé, ainsi que la radioactivité et les forces marémotrices actuelles pourraient suffire à expliquer l'activité géologique contemporaine.

### Océan souterrain
Les modèles précédemment proposés prenaient pour hypothèse l'existence d'un niveau partiellement liquide en profondeur, entre la couche de glace superficielle et les silicates du noyau, qui serait composé d'un mélange d'eau et d'ammoniac. Le mélange eau/ammoniac présente en effet un eutectique, dont le point de fusion est de 170 K (−100 °C, à la pression atmosphérique). La composition de cet eutectique est d'un tiers d'ammoniac pour deux tiers d'eau, et, de même que pour le modèle du « geyser froid », les jets de vapeur observés seraient constitués de ce mélange remontant à la surface. Cependant, les proportions très faibles d'ammoniac mesurées par Cassini dans les jets du pôle Sud semblent incompatibles avec cette hypothèse, ce qui explique qu'elle soit remise en cause, bien qu'elle ne puisse être totalement écartée.
Le 3 avril 2014, la NASA annonce que Cassini a détecté la présence d'un grand océan souterrain d'eau liquide sous le pôle sud du satellite, mesurant environ 500 kilomètres de large et ayant une dizaine de kilomètres d'épaisseur, recouvert d'une épaisse couche de glace cristallisée,. En septembre 2015, un communiqué de la NASA annonce que l'océan d'Encelade recouvrirait finalement l'ensemble de la lune et ne serait pas réduit à quelques poches sous la glace. Après avoir observé pendant sept ans la libration d'Encelade en se focalisant sur certaines formations présentes à sa surface, notamment ses cratères, une légère oscillation d'Encelade a pu être détectée. Cette oscillation est parfaitement incompatible avec une couche de glace solide s'étendant jusqu'au noyau rocheux de la lune. Les résultats de ces observations suggèrent donc qu'une couche de liquide sépare la surface d'Encelade de son noyau.
Deux hypothèses concurrentes (ou complémentaires) permettent d'expliquer la persistance d'un océan souterrain : les forces de marée dues à Saturne et Dioné d'une part, les écoulements turbulents dus à la libration longitudinale de la croûte de glace d'autre part.

## Interactions avec l'anneau E
L'anneau E est le plus externe et le plus étendu des anneaux de Saturne, ainsi d'ailleurs que de tous les anneaux planétaires du Système solaire. Bien que très ténu, il s'étend de l'orbite de Mimas à celle de Titan, sur presque un million de kilomètres de diamètre. Or les modèles théoriques montrent que cet anneau est instable sur une échelle de temps de l'ordre de 10 000 ans à un million d'années, ce qui impose que l'apport de particules soit très récent.

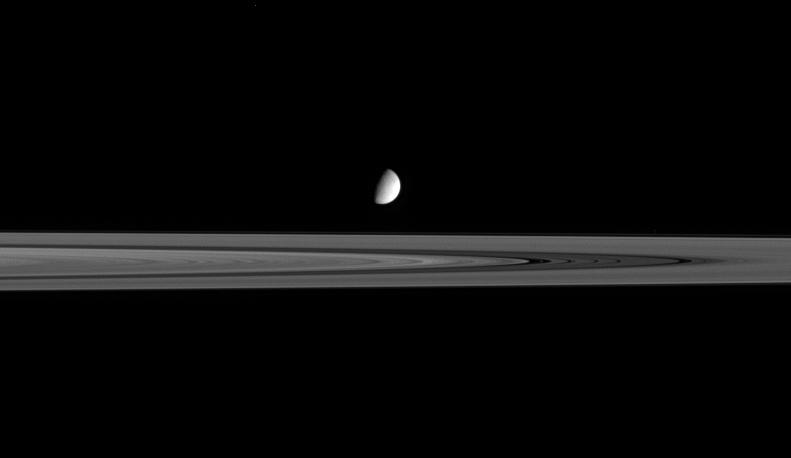
Encelade vu devant l'anneau B et en couleurs réelles par la sonde Cassini. L'anneau E, beaucoup trop ténu, n'est pas visible sur cette image.

Encelade orbitant à l'intérieur de cet anneau, à l'endroit où la densité est la plus élevée et où l'anneau est le moins épais, il a longtemps été soupçonné d'être, au moins en partie, la source des poussières glacées composant l'anneau. Ceci a été confirmé par les observations de la sonde Cassini qui montrent deux mécanismes bien distincts conduisant à ce transfert de matière :
- d'une part, l'émission de particules de glace d'eau sous forme de jets au pôle sud d'Encelade, qui est probablement la source principale alimentant l'anneau. Si une bonne partie des particules émises finissent par retomber à la surface, un pour cent environ de celles-ci sont éjectées avec une vitesse suffisante[note 4] pour échapper définitivement à l'attraction gravitationnelle du satellite et contribuer à alimenter l'anneau ;
- d'autre part, les collisions incessantes entre Encelade et les poussières interplanétaires, ou micrométéorites, qui conduiraient à la fois à l'éjection de matière et à l'érosion de la surface du satellite, par la formation d'un grand nombre de micro cratères. Ce phénomène n'est pas spécifique à Encelade, mais se produit pour toutes les autres lunes orbitant à l'intérieur de l'anneau E.

## Possibilité de vie
Encelade éjecte des panaches d'eau contenant de l'ammoniac, du soufre, du sodium, du phosphore, du cyanure d'hydrogène, des grains de silice et des molécules organiques, y compris des hydrocarbures,. Les modèles numériques et les mesures de gravité indiquent qu'Encelade possède un grand noyau rocheux et poreux de température modérée permettant à l'eau de s'écouler à travers lui, transportant des molécules dissoutes. Il pourrait permettre la vie à l'intérieur du satellite. Des organismes primitifs d'Encelade pourraient atteindre d'autres planètes du Système solaire (panspermie).

## Le ciel vu depuis Encelade

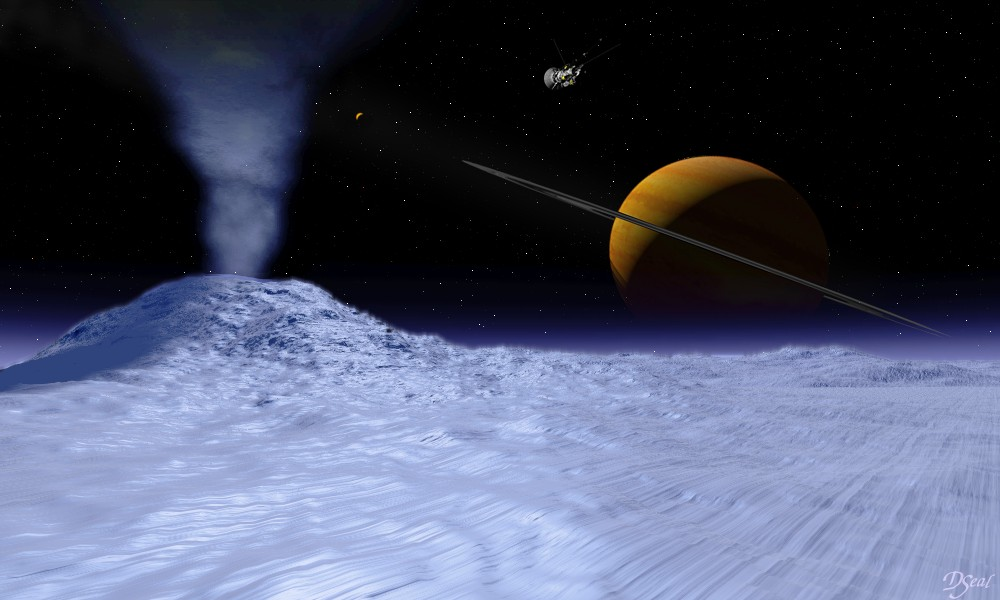
Vue d'artiste du ciel nocturne d'Encelade.

Depuis la surface d'Encelade, Saturne a un diamètre apparent de presque 30°, soit soixante fois plus grand que celui de la Lune telle que vue depuis la Terre. De plus, puisque la période de rotation et la période de révolution sidérale d'Encelade sont synchrones, Saturne occupe toujours la même position dans le ciel (avec une toute petite variation liée à l'excentricité de l'orbite autour de la planète), et donc ne serait jamais visible depuis le côté qui lui est opposé. Les anneaux quant à eux seraient vus presque exactement par la tranche grâce à la très faible inclinaison (0,019°) de l'orbite d'Encelade, mais l'ombre qu'ils projettent sur la surface de Saturne serait quant à elle nettement visible.
Comme pour la Lune, Saturne apparaîtrait la plupart du temps sous forme d'un énorme croissant. Le Soleil vu depuis Encelade aurait en fait un diamètre apparent d'environ 3,5 minutes d'arc, presque dix fois inférieur à celui perçu depuis la Terre.
L'observateur placé sur Encelade, du côté qui fait face à Saturne, pourrait également voir Mimas (le plus grand des satellites dont l'orbite est située à l'intérieur de celle d'Encelade) transiter régulièrement — toutes les 72 heures environ — devant le disque de Saturne.